# Gloucester (Schiff, 1985)
Die Gloucester, auch HMS Gloucester (Kennung: D96), war ein Zerstörer der Sheffield-Klasse der britischen Marine, der von 1985 bis 2011 in Dienst stand.

## Geschichte
Die spätere Gloucester wurde am 29. Oktober 1979 bei Vosper Thornycroft in Southampton auf Kiel gelegt. Der Stapellauf erfolgte am 2. November 1982 und die Indienststellung am 11. September 1985.
Im Zweiten Golfkrieg wurde der Zerstörer im Persischen Golf eingesetzt. Als die Kampfgruppe um die Missouri im Februar 1991 von einem irakischen „Silkworm“-Seezielflugkörper angegriffen wurde, schoss die Gloucester diesen ca. 600 Meter vor der Missouri ab. Zuvor war er von der amerikanischen Fregatte Jarrett verfehlt worden. Der Abschuss mittels des „Sea-Dart“-Systems war der erste Abschuss eines Seezielflugkörpers durch eine Flugabwehrrakete im Ernstfall überhaupt.
2006 war die Gloucester mit der Illustrious im Rahmen der Operation Highbrow an der Evakuierung britischer Zivilisten aus dem Krisengebiet des Libanonkrieges beteiligt.
Nachdem die Gloucester ihren Abschiedsbesuch vom 5. bis zum 10. Mai 2011 in ihrem Heimathafen Avonmouth beendet hatte, wurde sie am 30. Juni 2011 in Portsmouth außer Dienst gestellt. 2015 wurde die Gloucester zum Abbruch in die Türkei geschleppt.

## Einzelnachweis
1. ↑  End of an era as Fighting G leaves Portsmouth (Memento vom 29. Juli 2016 im Internet Archive)